# Hammam Beni Salah
Hammam Beni Salah è un comune dell'Algeria, situato nella provincia di El Tarf.